# Brachymenium erectum
Brachymenium erectum là một loài Rêu trong họ Bryaceae. Loài này được (Hook.) Margad. mô tả khoa học đầu tiên năm 1972.